# Impatiens micromeris
Impatiens micromeris är en balsaminväxtart som beskrevs av Joseph Dalton Hooker. Impatiens micromeris ingår i släktet balsaminer, och familjen balsaminväxter. Inga underarter finns listade i Catalogue of Life.